# Помпеја
Помпеја или Помпеји (лат. Pompeii, итал. Pompeï) је антички град који се налазио на југу Апенинског полуострва, југоисточно од данашњег Напуља у Италији. Помпеја је основана у 6. веку п. н. е. У својој историји, која је трајала око 700 година, у Помпеји су живели Самнити, Грци, Етрурци и Римљани. Римљани су колонизовали Помпеју 80. п. н. е. Град је потпуно уништен у ерупцији вулкана Везув 24. августа 79. године нове ере. Заједно са Помпејом уништени су Херкуланеум и Стабија (данас Кастеламаре ди Стабија). Град је прекрио дебели слој вулканске прашине.
Археолошка истраживања су отпочела у 18. веку када је град поново откривен. Ископан је већи део града, укључујући форуме, храмове, позоришта, купатила и велики број кућа. Ово откриће је у Европи довело до културног шока. Пронађени примери еротске уметности преокренули су погледе на римску уметност и античку културу. Вулкански пепео који је затрпао градове омогућио нам је упознати изглед староримског града средње величине и живот његових становника. У вези са нађеном еротском уметношћу појавила су се мишљења о „Божјој казни“ која је послана на Помпеју. На основу данашњег знања, Помпеја се никако није разликовала од осталих градова у Римском царству.

## Давна историја
Град је основало племе Оски у 7. веку п. н. е. на ушћу реке Сарно које је у то доба било пристаниште морепловаца Грка и Феничана. У почетку је град био под грчким утицајем, а 525. – 474. п. н. е. под утицајем Етрураца. Цела територија је била у 5. веку п. н. е. под Сарматима, да би од 310. п. н. е. град био под утицајем Рима.
Помпеја се укључила у побуну градова Кампаније против Рима, али је Луције Корнелије Сула 89. п. н. е. угушио устанак. Помпеја је постала колонија и изгубила је права која је имала. Остала је и даље трговачки град и важан саобраћајни чвор.

## Везув затрпава град
Становници Помпеје су били у уверењу да је Везув угашен вулкан и нису придавали значаја сигналима који су их упозоравали на његову активност. Били су навикли на ситне потресе и излазак гасова из Везува. Почетком јула 79. године усахли су сви бунари у граду, али упозорење још увек није било довољно снажно. Цео стари Рим је био запањен када је 24. августа дошло до катастрофалне вулканске ерупције која је затрпала град и заклонила Сунце у подне. Догодило се да је то био дан посвећен римском богу ватре Вулкану.
Један од очевидаца ове ерупције био је Плиније Млађи, који је овај догађај описао у писму Тациту. По његовим речима, до ерупције је дошло око поднева. Из Везува је сукнуо високи пламен, а после црни и велики облак који је имао облик шишарке и покрио је Сунце и дан променио у ноћ. На Помпеју је падало велико камење које је рушило зграде. Становнике је угушио отровни гас који је долазио са ерупцијом (на основу данашњих истраживања сматра се да се ради о 10.000 особа). Ерупција је трајала 3 дана и град је покрио пепео у висини од 6 метара. Осим Помпеје, уништени су и градови Херкуланеум и Стабиа.
„Облак“ о којем је Плиније Млађи писао данас је познат као пирокластични облак који се састоји из прегрејаних гасова, пепела и камења које вулкан избацује. Плиније уједно описује и да је ерупција била праћена земљотресом и великим таласањем мора, што је данас познато као „цунами“.
Његов стриц, Плиније Старији, хтео је да прати догађаје из брода али је своју знатижељу платио животом и нађен је мртав на плажи у Стабији. Вероватно се тамо угушио.

## Изгубљена шеснаест векова
Дубок слој пепела покрио је два града у подножју вулкана и њихова имена су била заборављена. Херкуланеум је био откривен 1738. године а Помпеја 1748. године. Од тога доба извршени су велики археолошки радови и откривено је много зграда са зидним сликама. За положај града се знало још 1599. године, али је требало још 150 година да започну археолошка истраживања. Године 1860. у истраживање се укључио Ђузепе Фјорели.
У време првих ископавања нађене су шупљине у слоју пепела које су садржале људске остатке. Ђузепе Фјорели је дошао на идеју да ове шупљине испуни гипсом и тако су добијени верни отисци Помпејаца који нису стигли да побегну од смртоносне опасности.
На њиховим лицима се јасно види изненађење и погледи на ове одливке су јако шокантни.
Спекулише се да је Фонтана открио неке од еротских фресака и да их је сакрио од јавности. То је касније потврђено од стране археолога који су наставили истраживања.
Форум, терме, многе куће и виле откривене су у изненађујуће очуваном стању, а у близини града је откривен и хотел. Помпеја је град чија топографија није промењена и може се видети у некадашњем стању. Улице, поплочане камењем, биле су равне и стварале су ортогоналну мрежу. Са обе стране пута су биле продавнице.

## Земљотрес, осипање земље и штете које су настале од вулкана
Један од главних праваца савременог истраживања је проучавање зграда које су реконструисане пре земљотреса (вероватно после земљотреса 62. године). Неке од старих фресака биле су покривене новим и археолози су, захваљујући савременим техникама, настојали да открију детаље о њима. Разлог због ког су зграде поправљане били су учестали потреси пре главне ерупције. Утврђено је да је пре 79. године област била већ погођена природним катастрофама.
У слоју подножја лаве била су нађена три слоја седимената у којима су нађене кости животиња, делови керамике и отисци цвећа. Помоћу радиокарбонске методе датирања научници су први слој датирали у 8. век п. н. е. приближно у доба оснивања града. Остала два слоја су јасно одељени обрађеном земљом и каменим улицама. Њихова старост се процењује на 4. век п. н. е. и 2. век п. н. е.
Геолози су се трудили да помоћу магнетних карактеристика камења одреде топлоту пирокластичног облака који је затрпао град. Ова техника се заснива на чињеници да се магнетно поље материјала загрејаног на одређену температуру може променити или поништити. Показало се да је облак имао температуру од 850 °C, док је на неким местима било 240 °C или 180 °C.

## Јединствени увид
Данас нам град нуди поглед на 1. век. У то доба је Помпеја била веома жив град и могу се наћи различити детаљи из свакодневног живота. На пример, на поду једне куће се налази натпис Slave lucru („Добродошлица новцу“) што је пример духовитости. У овој кући је становао извесни Нумиан чије име је значило новац. Процењује се да је у доба ерупције град имао 20.000 становника. Ова област је служила Римљанима за рекреацију па се у Помпеји налазе пијаца, млин, мали ресторани итд. Године 2002. године откривено је да је пристаниште било настањено и да су ту људи живели на каналима, као касније у Венецији. Та истраживања су на почетку и треба још да донесу јасније резултате.

## Помпеја у савременој култури
Помпеја је послужила као основ за историјски роман, филм, енглеску ТВ серију и за слику „Последњи дани Помпеја“ руског сликара Карла Брула.